# Fontenay-aux-Roses
Fontenay-aux-Roses és un municipi francès, situat al departament dels Alts del Sena i a la regió d'Illa de França. L'any 1999 tenia 23.457 habitants.
Forma part del cantó de Châtillon i del districte d'Antony. I des del 2016, de la divisió Vallée Sud Grand Paris de la Metròpolis del Gran París.